# John Olivas
John Daniel "Danny" Olivas (Los Angeles, 25 de maio de 1965) é um astronauta norte-americano. 
Nascido na Califórnia, Danny Olivas cresceu em El Paso, Texas, formando-se em engenharia mecânica em 1989 na Universidade do Texas, fazendo mestrado em 1993 na Universidade de Houston e doutorado em ciência de materiais e engenharia mecânica na Universidade Rice, em 1996.
Ingressou na NASA como engenheiro em junho de 1998 e foi duas vezes ao espaço.
A primeira delas em 8 de junho de 2007, na missão STS-117 Atlantis, uma missão de treze dias que instalou painéis solares na ISS.
Sua segunda missão espacial, como tripulante da STS-128 Discovery, foi lançada de Cabo Kennedy em 29 de agosto de 2009. Nesta missão, Olivas cumpriu três turnos de caminhadas no espaço, durante a instalação e manutenção de módulos científicos componentes da ISS. 